# Сэнафе
Сэнафе или Сенафе (тигринья ሰንዓፈ, араб. صنعفى‎) — рыночный город на юге Эритреи, на краю Эфиопского нагорья. На окружающей город территории живёт народность сахо.
Сэнафе известен руинами Мэтэры (также известна как Балау Калау), высеченной в скале церковью Энда-Традкан, монастырём Дебре-Либанос (построенным в VI веке и получившим известность благодаря своим мумиям), а также обнажениями скальных пород.

## История
Первоначально Саанафу носил название Хакир. Согласно местной легенде, название изменил человек по имени Абдулла из йеменского города Саны; он обосновался в районе Хакира под названием Аудие (Awdie) после женитьбы на местной женщине. В речи он часто говорил «Сана-фен», что на арабском языке означает «там, где Сана», ссылаясь на родной город. Так Сенафе и получил своё имя; потомки этого йеменца составляют целое племя, также известное под названием Саанафу.
Сенафе упоминается в дарственной на землю, датированной 1794—1795 годами (1787 год по эфиопскому календарю) и выданной эфиопским императором Тэкле Гийоргисом расу Уолде Селассие. В период итальянского правления город заметно вырос: когда А. Дж. Шеферд (A.J. Shepherd) побывал в Сенафе в 1869/1869 гг., он описывал его как городок, в котором насчитывается лишь «около двенадцати или четырнадцати строений, формой напоминающих пчелиный улей … а также множество крохотных амбаров»; в 1891 году, по оценкам Аламанни, его население насчитывало 1500 человек, а в итальянском путеводителе (Guido) 1938 года указывалось, что население увеличилось до 2 тыс. жителей.
Современный город был значительно разрушен во время войны за независимость Эритреи и Эритрейско-эфиопской войны, хотя население города постепенно возвращается из близлежащих лагерей беженцев.

## Климат
| Показатель                    | Янв. | Фев. | Март | Апр. | Май  | Июнь | Июль | Авг. | Сен. | Окт. | Нояб. | Дек. | Год  |
| ----------------------------- | ---- | ---- | ---- | ---- | ---- | ---- | ---- | ---- | ---- | ---- | ----- | ---- | ---- |
| Средний суточный максимум, °C | 24,0 | 25,2 | 26,5 | 26,7 | 27,1 | 26,7 | 22,3 | 22,7 | 25,2 | 24,6 | 23,5  | 23,1 | 24,8 |
| Средняя температура, °C       | 15,8 | 16,9 | 18,4 | 19,0 | 19,5 | 19,1 | 16,7 | 17,3 | 17,8 | 17,0 | 15,9  | 15,0 | 17,4 |
| Средний суточный минимум, °C  | 7,6  | 8,7  | 10,3 | 11,4 | 11,9 | 11,5 | 11,2 | 11,9 | 10,4 | 9,5  | 8,3   | 7,0  | 10,0 |
| Норма осадков, мм             | 4    | 7    | 25   | 59   | 41   | 31   | 158  | 135  | 21   | 10   | 20    | 4    | 515  |
| Источник:                     |      |      |      |      |      |      |      |      |      |      |       |      |      |

## Достопримечательности
В 5 км к северу от города Сэнафе находятся развалины древнего города, относящегося к до-аксумскому периоду.